# Parship
Parship ist eine Online-Partnervermittlung mit Sitz in Hamburg.

## Geschichte

Parship Werbeanzeige an einer Haltestelle in Dresden

Die Partnerbörse wurde 2000 gegründet und ging am 14. Februar 2001 online. In Zusammenarbeit mit dem Diplom-Psychologen Hugo Schmale der Universität Hamburg wurde ein Fragenkatalog und Algorithmus entwickelt, der möglichst gleichgesinnte Singles zusammenbringen soll. Nach Angaben Schmales basiert der Algorithmus dabei sowohl auf verhaltenstheoretisch orientierten Ansätzen als auch auf psychoanalytischen Theorien über Persönlichkeitseigenschaften.
Laut einem Interview mit Schmale werden bei den Partner-Vorschlägen deren Eigenschaften unterschiedlich gewichtet. Die Persönlichkeit fließe zu 60 % ein, Interessen mit 20 %, Meinungen und Vorlieben mit weiteren 20 %.
Bereits zur Veröffentlichung 2001 von Parship.de wurde parallel auch „gayParship“ lanciert, das explizit auf eine homosexuelle Zielgruppe ausgerichtet ist.
Zum 1. Januar 2011 übernahm Parship alle Anteile an der one2like GmbH, Berlin. Mit one2like erweiterte Parship das Angebot um eine zusätzliche Plattform und suchte damit eine neue, jüngere Zielgruppe.
Seit der Gründung war sie Teil der Verlagsgruppe Georg von Holtzbrinck. Im April 2015 wurde Parship vom britischen Finanzinvestmentunternehmen Oakley Capital übernommen, im Juni 2015 übernahm dieses auch die Online-Partnervermittlung ElitePartner. 2016 übernahm ProSiebenSat.1 Media 50 % plus eine Aktie der Parship Elite Group.
Seit September 2020 ist Parship Teil der ParshipMeet Group, in der die ProSiebenSat.1 Media SE ihre Dating-Aktivitäten neu bündelt.
Bis 2021 warb das Portal mit dem Slogan „Alle 11 Minuten verliebt sich ein Single über Parship“, der große Bekanntheit erlangte.

## Daten und Fakten
Parship hat 2010 einen Umsatz von 55 Millionen Euro erwirtschaftet. Dabei wird der Umsatz in Deutschland für 2011 auf 25 Mio. Euro geschätzt, womit Parship auf einem Niveau mit ElitePartner und FriendScout24 liegt.
Im Mai 2011 entließ Parship 15 Mitarbeiter und damit rund 10 % seiner Belegschaft.
Seit 2002 ist Parship auch in folgenden Ländern aktiv: Belgien, Dänemark, Frankreich, Großbritannien, Irland, Italien, Niederlande, Österreich, Schweden, Schweiz, Spanien, Mexiko. Im Mai 2011 wurde im Zuge einer Umstrukturierungsmaßnahme veröffentlicht, dass sich Parship vor allem auf die Kernländer Deutschland, Österreich, Schweiz und die Niederlande konzentrieren will.
Im Geschäftsjahr 2012 lag der Umsatz bei 37 Millionen Euro. Im Jahr 2013 stieg der Umsatz auf 44,5 Millionen Euro, allerdings bei einem negativen operativen Ergebnis (EBITDA) in Höhe von 2,3 Millionen Euro. Der Umsatz stieg 2014 auf rund 60 Millionen Euro.

## Mitgliedschaften und Kosten
Grundsätzlich unterscheiden sich bei Parship das kostenlose und das kostenpflichtige Angebot. Das kostenlose Angebot umfasst u. a. eine automatisierte Auswertung des Fragebogens und die Möglichkeit zur Ansicht der Profile anderer Mitglieder (ohne Fotos) sowie rudimentäre Funktionen in der Kommunikation. Um mit anderen Mitgliedern in Dialog zu treten zu können, muss eine kostenpflichtige Premium-Mitgliedschaft abgeschlossen werden.

## Kritik

### Persönlichkeitsgutachten
Ein digitales Persönlichkeitsgutachten in Form einer PDF-Datei ist fester Bestandteil der kostenpflichtigen Premium-Mitgliedschaft bei Parship. Widerruft ein Nutzer nun seinen Vertrag, so stellte Parship die Kosten für das Persönlichkeitsgutachten in Höhe von 120 Euro mit Bezugnahme auf die Erbringung einer kundenspezifischen Leistung in Rechnung. Im Dezember 2010 mahnte die Verbraucherzentrale Hamburg dieses Geschäftsgebaren ab und Parship unterschrieb eine Unterlassungserklärung.

### Kosten des Widerrufs
Nachdem Nutzern, die innerhalb der zweiwöchigen Frist von ihrem fernabsatzrechtlichen Widerrufsrecht Gebrauch machten, bis zu 75 % des für die gesamte Laufzeit des Vertrags vereinbarten Entgelts als Wertersatz in Rechnung gestellt worden waren, mahnte die Verbraucherzentrale Hamburg das Unternehmen ab. Als Parship die Abgabe einer Unterlassungserklärung verweigerte, klagte die Verbraucherzentrale vor dem Landgericht Hamburg. Im Urteil vom 22. Juli 2014 begrenzte das Landgericht den maximalen Wertersatz auf den zeitlichen Anteil der Nutzung am Jahresabopreis. Außerdem wurde ein Ordnungsgeld von bis zu 250.000 € oder eine Ordnungshaft von bis zu sechs Monaten für jeden Fall der Zuwiderhandlung festgesetzt. Parship kündigte Berufung an.
Die Verbraucherzentrale sieht in dem Urteil einen weiteren Erfolg gegen unseriöse Praktiken von Online-Partnervermittlern. Schon zuvor hatte sie Parship mehrfach erfolgreich abgemahnt und verklagt, weil das Unternehmen Verbrauchern die Ausübung ihres gesetzlichen Widerrufsrechtes verweigert hatte.
Währenddessen verurteilte das Amtsgericht Hamburg Parship am 12. Januar 2015 zur Rückzahlung von 336,15 € an einen Kunden, der von seinem Widerrufsrecht Gebrauch gemacht hatte. Zuvor hatte Parship sich geweigert, das zu viel gezahlte Entgelt zu erstatten. Nachdem Parship nicht zur mündlichen Verhandlung erschienen war, erließ das Gericht ein Versäumnisurteil, das mittlerweile rechtskräftig ist. Ein weiteres Versäumnisurteil erging am 8. Juli 2015. Im Oktober 2016 kam das Amtsgericht Hamburg zu dem Ergebnis, dass die Art, wie Parship den Wertersatz berechnet, zu „einer gesetzwidrigen Entwertung des Widerrufsrechtes“ führt. Das Unternehmen musste dem Kunden schließlich rund 350 Euro zu Unrecht einbehaltenen Wertersatz zurückzahlen.

### Automatische Vertragsverlängerungen
Im November 2016 wurde vom Handelsgericht Wien geurteilt, dass Parship seine Kunden nicht ausreichend über die automatische Verlängerung des Abos informiert. So lockt Parship Neukunden mit rabattierten Verträgen um 240 Euro im Jahr und verlängert die Verträge um 460 Euro im Jahr, sofern nicht 12 Wochen vor Vertragsende per Fax gekündigt wird. Der in Österreich geforderte Hinweis auf eine automatische Vertragsverlängerung wird als Link in einer unscheinbaren Mail versteckt und erfüllt somit nicht die in Österreich geltenden Anforderungen des KSchG. Parship wurde zur Unterlassung dieser Praxis verpflichtet. Gegen dieses Urteil legte Parship Berufung ein, unterlag damit jedoch vor dem Oberlandesgericht Wien und vor dem Obersten Gerichtshof.
In Deutschland hat der Verbraucherzentrale Bundesverband im November 2021 eine Musterfeststellungsklage gegen Parship eingereicht. Der Verband hält die Klauseln zur Vertragsverlängerung für unwirksam und verlangt von dem Unternehmen, dass die Verbraucher jederzeit fristlos kündigen können.

## Bewertungen
Parship wurde im März 2011 (Magazin test, Ausgabe 3/2011) Testsieger bei Stiftung Warentest. Als einzige der insgesamt 14 geprüften Singlebörsen und Partnervermittlungen im Internet erhielt Parship, als teuerste Vermittlung im Test, das Gesamturteil GUT (2,2).